# Vaux-sous-Aubigny
Vaux-sous-Aubigny era una comuna francesa situada en el departamento de Alto Marne, de la región de Gran Este, que el 1 de enero de 2016 pasó a ser una comuna delegada de la comuna nueva de Le Montsaugeonnais al fusionarse con las comunas de Montsaugeon y Prauthoy.

## Demografía
| Gráfica de evolución demográfica de Vaux-sous-Aubigny entre 1800 y 2013 |
|                                                                         |

Los datos demográficos contemplados en este gráfico de la comuna de Vaux-sous-Aubigny se han cogido de 1800 a 1999 de la página francesa EHESS/Cassini, y los demás datos de la página del INSEE.